# Cerveja Magnífica
Cerveja Magnífica é uma cerveja produzida no estado do Maranhão, Brasil, pela cervejaria Ambev em parceria com o governo estadual. Lançada em dezembro de 2018, destaca-se por combinar insumos tradicionais da cervejaria com mandioca, cultivada por agricultores familiares do Tabuleiro de São Bernardo, região do Baixo Parnaíba, integrando práticas de desenvolvimento econômico local e sustentabilidade.

## História
A Ambev estabeleceu-se no Maranhão em 1991, consolidando uma estrutura logística que inclui três centros de distribuição (São Luís, Imperatriz e Bacabal) e oito revendas pelo estado. Sua operação no Maranhão emprega aproximadamente 22 mil trabalhadores, considerando postos diretos, indiretos e induzidos, e abastece sete estados brasileiros a partir da produção maranhense. Essa presença histórica e a infraestrutura existente facilitaram a implementação da cerveja.
A criação da Magnífica resultou de uma parceria público-privada entre a Ambev e o Governo do Maranhão, formalizada durante a gestão do governador Flávio Dino em 2018. O projeto visou fomentar a agricultura familiar, com assistência técnica fornecida pela Agência Estadual de Pesquisa Agropecuária e de Extensão Rural (Agerp) para aprimorar a qualidade e a produtividade da mandioca.
A cerveja faz parte projeto Roots, um programa da Ambev que cria marcas regionais com ingredientes nativos. Cinco cervejas foram feitas no Brasil: a Magnífica no Maranhão, a Legítima no Ceará, a Nossa em Pernambuco, a Esmera de Goiás e a Berrió do Piauí.

### Produção
A mandioca, principal ingrediente da Magnífica, tem sua safra concentrada entre abril e agosto, porém a produção da cerveja mantém-se contínua devido ao processamento e armazenamento da fécula (amido extraído do tubérculo) pela Ambev. Além disso, em áreas irrigadas, o cultivo garante oferta regular da matéria-prima durante todo o ano, assegurando a estabilidade da fabricação.
Inicialmente, 78 famílias  do Tabuleiro de São Bernardo forneceram 30 toneladas de mandioca para a produção inicial, destinada ao lançamento e às festas de final de ano. Em 2020, já faziam parte do projeto aproximadamente 511 famílias de agricultores de 40 municípios de diversas regiões do Maranhão e a Magnífica atingiu a marca de 10 mil pontos de venda.
Uma nova expansão foi anunciada em 2021, com um investimento de 130 milhões de reais. No ano de 2022, o valor bruto das arrecadações ultrapassava os 700 milhões de reais. Em 2021, a Ambev anunciou um investimento de R$ 130 milhões para a expansão das suas operações no estado. Somente em 2022, foram gerados R$ 700 milhões de arrecadação.

### Fim dos benefícios fiscais
Em outubro de 2024, o Supremo Tribunal Federal (STF) declarou inconstitucionais, por unanimidade, leis estaduais de Goiás e Pernambuco que concediam redução do ICMS para cervejas produzidas com um percentual mínimo de matérias-primas locais, como mandioca. O relator, ministro Edson Fachin, argumentou que as normas distorciam a concorrência e violavam princípios tributários, já que benefícios fiscais deveriam priorizar produtos essenciais, não bebidas alcoólicas. A decisão afetou indiretamente a Magnífica, cerveja maranhense da Ambev que utilizava mandioca de agricultores familiares, parte do projeto Roots da empresa.
Apesar de não ser alvo direto da ação — movida pela Associação Brasileira de Bebidas (Abrabe) contra os estados —, a Ambev lamentou o impacto na cadeia produtiva local, destacando que o projeto incentivava a economia regional. A empresa afirmou não fazer mais o uso dos benefícios.

## Características e Identidade
A cerveja é comercializada como uma lager leve e refrescante, utilizando a fécula da mandioca, recurso que valoriza a agricultura local e reduz custos de produção. A embalagem retornável e o marketing destacam seu caráter "autenticamente maranhense", reforçando a conexão com a cultura e a economia do estado.

### Iniciativas Sociais
Como contrapartida, a Ambev anunciou em 2019 que doaria 10 ambulâncias para reforçar a saúde pública no estado. O projeto também promoveu a formalização de produtores rurais e a estabilidade de renda para famílias agricultoras, com compras garantidas pela cervejaria. A iniciativa é apontada como modelo de integração entre agroindústria e desenvolvimento regional.

## Premiações
A cerveja Magnífica foi premiada no Festival Creative X, evento global promovido pela Anheuser-Busch InBev (AB InBev), que reuniu 150 cases de 20 países. Realizado em Nova York em 13 de fevereiro de 2020, o festival consagrou a marca maranhense com dois troféus: Melhor Modelo de Negócios e o Grand Prix, principal honraria do evento, que destacou o case de sucesso da cerveja. A gerente de marketing regional da Ambev, Jaqueline Barsi, representou a marca na cerimônia.